# Demografie Wiens
In Wien lebten am 1. Oktober 2024 laut der auf dem Zentralen Melderegister (ZMR) beruhenden Statistik des Bevölkerungsstandes 2.026.029 Menschen.  Nach mehreren Jahrzehnten mit stagnierenden oder schrumpfenden Bevölkerungszahlen wächst Wien seit dem Jahr 1988 wieder und hat im Herbst 2023 erneut, nach 1910, die Zwei-Millionen-Grenze überschritten.

## Bevölkerungsentwicklung
(Zum Beispiel Veränderung der Bevölkerung nach Zahl und Altersstruktur, die aus Ausgangsbestand, Alters- und Geschlechtsstruktur einer Bevölkerung sowie den Bevölkerungsbewegungen und deren Änderungen resultieren)

### Bevölkerungsentwicklung

Bevölkerung von Wien, 1590–2016

Vor der ersten Zählung 1754 gibt die Forschung nur Schätzungen für die Einwohnerzahl von Wien samt Vororten an: Um 1600 waren es noch rund 29.000, nach der Verlegung der Residenz des Kaisers aus Prag zurück nach Wien stieg die Bevölkerung rasch an: Bis Mitte des 17. Jahrhunderts auf 50.000, 1670/80 waren es rund 80.000, 1700 etwa 113.000 Einwohner.
Die Bevölkerungszahlen in nebenstehender Tabelle beruhen auf den Angaben des österreichischen Statistikamtes und sind auf den heutigen Gebietsstand umgerechnet. 1794/1795 wurden bei der Zählung der anwesenden Zivilbevölkerung, was österreichweit bis 1857 praktiziert wurde, erstmals für Wien separate Zahlen ermittelt. Zuvor, wie 1810 und 1821, war die Einwohnerzahl Wiens dem Land Niederösterreich zugerechnet worden. Ab 1830 sind durchgehend Bevölkerungszahlen für Wien verfügbar. Ab 1869 wurden österreichweit in zehnjährigen Abständen Volkszählungen abgehalten, bei denen allerdings bis 1923 weiterhin die anwesende Zivilbevölkerung gezählt wurde; erst ab 1934 bis 1981 die Wohnbevölkerung. Die Zahlen von 1982 bis 2001 weisen die Jahresdurchschnittsbevölkerung aus, wobei diese Zahlen erst 2002 rückwirkend ermittelt wurden. Seit 2002 werden Hauptwohnsitze auf Basis des Zentralen Melderegisters zur Bevölkerungsermittlung herangezogen.

### Bevölkerungsgeschichte

#### Vor 1918
Wien erlebte bereits ab Ende des 18. Jahrhunderts einen regen Bevölkerungszustrom, doch vervielfachte sich die Zahl der Zuwanderer ab Mitte des 19. Jahrhunderts, als Wien allein zwischen 1857 und 1869 rund 218.000 neue Einwohner bekam. In den nächsten elf Jahren wuchs die Bevölkerungszahl um über 261.000 Personen, von denen rund ein Drittel auf den Geburtenüberschuss und zwei Drittel auf die Zuwanderung zurückzuführen waren. Von 1880 bis 1890 kamen mit 267.000 ähnlich viele neue Einwohner hinzu, wobei das Verhältnis zwischen Zuwanderung und Geburtenüberschuss (40 %) sich allmählich anglich. In den nächsten zehn Jahren, von 1890 bis 1900, stieg die Einwohnerzahl sogar um 339.000 Personen. Knapp 49 % davon waren nun auf den Geburtenüberschuss zurückzuführen. Grund hierfür waren die einsetzende Industrialisierung und die bedeutende Stellung Wiens als Kaiserstadt (Hauptstadt) des Vielvölkerstaates Österreich-Ungarn. 22 % der Zuwanderer kamen aus Böhmen, Mähren und Österreichisch-Schlesien, je 15 % aus Niederösterreich und dem Ausland, nur 4 % aus den übrigen heutigen österreichischen Bundesländern. Der Rest verteilte sich auf die übrigen Kronländer der Monarchie. Rund 2,1 Millionen bevölkerten Wien kurz vor Ausbruch des Ersten Weltkrieges, Wien war die fünftgrößte Stadt der Welt. Mit der Auflösung des Habsburgerreiches verlor Wien auch an Bedeutung für Zuwanderer. Der Krieg kostete zehntausende Soldaten aus Wien ihr Leben. Tausende einst zugewanderte Menschen kehrten in ihre Heimatländer bzw. ehemaligen Kronländer zurück.

#### 1918–1945
Nach dem Ersten Weltkrieg hatte Wien rund 200.000 Einwohner weniger als zuvor. In den Zwischenkriegsjahren wanderten etwa 104.000 Personen in die Stadt; das Geburtendefizit von 87.000 Menschen zwischen 1923 und 1934 wurde ausgeglichen. Im Jahr 1934 zählte Wien bereits wieder 1.935.881 Einwohner. Die in der Folge wieder gesunkene Bevölkerungszahl wurde durch die Errichtung von Groß-Wien im nationalsozialistischen Deutschland 1938 mehr als kompensiert. Allerdings mussten bzw. konnten 140.000 jüdische Wiener das Land verlassen, weitere 60.000 wurden während des Krieges ermordet (Judenverfolgung, Deportationen). Vom einst blühenden jüdischen Leben, vor allem im zweiten Wiener Gemeindebezirk Leopoldstadt, war binnen kurzem nichts mehr übrig. Das von Adolf Eichmann in Wien entwickelte Terrormodell wurde im „Altreich“ übernommen.
Die Entwicklung der während des Zweiten Weltkriegs versorgten Zivilbevölkerung Wiens wurde 1953 vom Statistischen Bundesamt der Bundesrepublik Deutschland nach Unterlagen des Statistischen Reichsamts veröffentlicht und lässt einen Rückgang in Groß-Wien bis Anfang Dezember 1944 auf 1,548 Millionen Personen erkennen.

#### Seit 1945

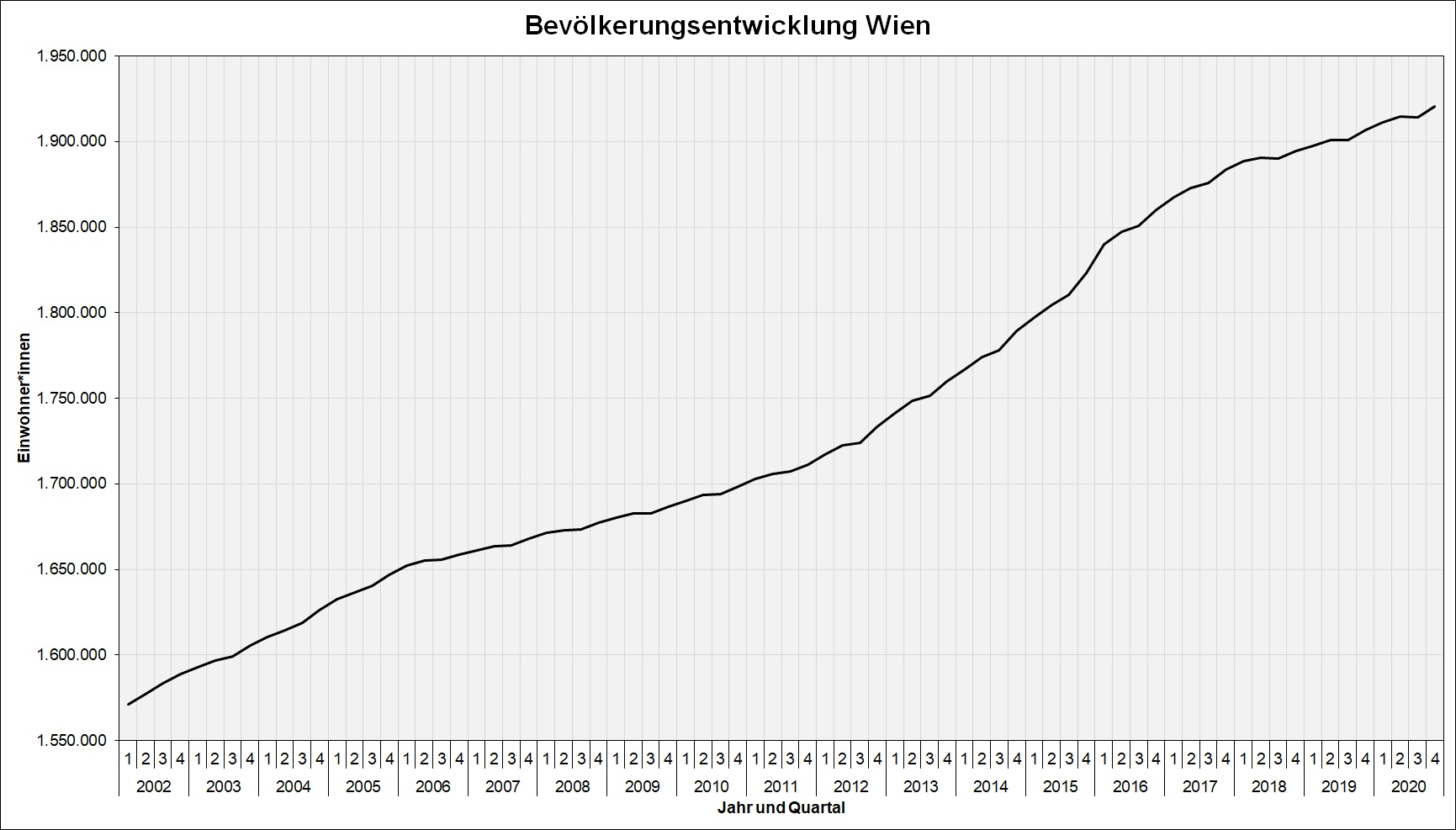
Bevölkerungsentwicklung in Wien seit 2002

Nach Kriegsende war die Wiener Bevölkerung auf 1.616.125 Menschen gesunken. Zehntausende jüdische Wiener waren vertrieben oder ermordet und viele weitere Wiener waren als Soldaten gefallen oder kehrten aus der Kriegsgefangenschaft nicht wieder zurück. Die Stadt war zu einem Fünftel zerstört und von alliierten Soldaten besetzt. Spätestens seit der Anwerbung und Zuwanderung von sogenannten Gastarbeitern in den 1960er und 1970er Jahren ist Wien neuerlich eine Zuwanderungsstadt. Aufgrund des großen Geburtendefizits führte dies zunächst jedoch nicht zu einem Wachstum der Bevölkerung, außerdem setzte eine Abwanderung in das Umland ein. Ab dem Jahr 1974 bis 1988 schrumpfte die Stadt weiter auf 1.484.258 Personen, den tiefsten Einwohnerstand seit 1890. Seither wächst die Bevölkerung wieder und könnte laut Prognosen hauptsächlich durch Zuwanderung bis zum Jahr 2027 erneut die Marke von 2 Millionen erreichen. Die 2-Millionen-Marke wurde jedoch bereits im Herbst 2023 überschritten.
Entscheidend für das Wachstum der vergangenen Jahre waren vor allem die Zuwanderung aus dem Ausland rund um Ereignisse wie den Fall des Eisernen Vorhangs, die Kriege im ehemaligen Jugoslawien, den Beitritt Österreichs zur Europäischen Union, die Osterweiterungen der Europäischen Union oder zuletzt die Fluchtmigration aus Syrien und Afghanistan rund um 2015: Nach mehr als einem Jahrzehnt sinkender Bevölkerungszahlen führte die starke Zuwanderung zwischen 1988 und 1994 trotz einer negativen Geburtenbilanz zu einem Wachstum der Wiener Bevölkerung um 58.409 Personen. Seit dem Beitritt zur Europäischen Union Jahr im Jahr 1995 ergaben die stark positive Wanderungsbilanz und die seit dem Jahr 2004 nun ebenfalls positive Geburtenbilanz zu einem deutlichen Bevölkerungswachstum um 368.524 Personen bis Anfang 2020.
In den letzten Jahren blieb die Einwohnerzahl mit Herkunft aus früheren Zuwanderungsländern wie dem ehemaligen Jugoslawien oder der Türkei nahezu konstant. Stattdessen nahm vor allem die Bevölkerung mit Herkunft aus Staaten der EU/EFTA oder aus sonstigen Drittstaaten (außer dem ehemaligen Jugoslawien und der Türkei) zu. Im Jahr 2023 hatten rund 17,4 % der Wiener Bevölkerung eine Herkunft aus Staaten der EU/EFTA, 11,7 % aus europäischen Drittstaaten, und 15,4 % aus außereuropäischen Drittstaaten.
Die Jahre als Hauptstadt eines Vielvölkerstaates haben Wien nachhaltig geprägt. Nach wie vor ist die Stadt ein Schmelztiegel von Menschen unterschiedlicher Herkunft, Kultur und Religion. Allerdings sind die Nachfahren der ehemals Zugewanderten heute assimiliert und nur die slawischen oder ungarischen Nachnamen sind erhalten geblieben. Namen wie Nowak, Dolezal, Navratil, Wewerka usw. werden längst zusammen mit einheimischen deutschen Namen, wie Hofbauer, Maier, Haider usw. als typisch wienerisch empfunden. Die Namensträger gehören inzwischen zu den Ur-Wienern, den alteingesessenen Einwohnern der Stadt, die noch den Wiener Dialekt verwenden, der sich aus vielen alt- und mittelhochdeutschen sowie jiddischen Begriffen zusammensetzt, aber von den jüngeren Generationen immer seltener verwendet und verstanden wird. Neben dem ursprünglichen Wiener Dialekt wird zunehmend seit Ende des 20. Jahrhunderts auch eine gehobene Wiener Mundart gesprochen.

## Bevölkerungsstruktur

### Sprache
Verschiedene Sprachgruppen genießen in Wien die Anerkennung als autochthone Sprachgruppen. Dies sind die tschechischsprachigen Wiener, die ungarischsprachigen, die slowakischsprachigen und die Sinti und Roma. Die rechtliche Stellung als gesonderte Sprachgruppe ist ähnlich geregelt wie im Burgenland.

### Staatsbürgerschaft und Herkunft
Am 1. Jänner 2023 waren 34,3 % der Wiener Bevölkerung ausländische Staatsbürger (678.866 Personen), 39,3 % wurden im Ausland geboren (778.454 Personen) und 44,4 % (879.526 Personen) hatten eine ausländische Herkunft – sie waren entweder ausländische Staatsbürger oder Personen mit österreichischer Staatsbürgerschaft, die im Ausland geboren wurden. Die wichtigsten Herkunftsländer der Wiener Bevölkerung mit ausländischer Herkunft waren Serbien (100.199 Personen), die Türkei (75.907 Personen), Deutschland (69.265 Personen) sowie Polen (55.151 Personen).
|                         | Staatsbürgerschaft (absolut) | Herkunft (absolut) | Herkunft (in %) |
| ----------------------- | ---------------------------- | ------------------ | --------------- |
| Österreich              | 1.303.231                    | 1.102.571          | 55,6            |
| Serbien                 | 76.652                       | 100.199            | 5,1             |
| Türkei                  | 45.895                       | 75.907             | 3,8             |
| Deutschland             | 57.257                       | 69.265             | 3,5             |
| Polen                   | 44.469                       | 55.151             | 2,8             |
| Rumänien                | 41.671                       | 47.743             | 2,4             |
| Bosnien und Herzegowina | 21.760                       | 40.256             | 2,0             |
| Ungarn                  | 27.524                       | 31.489             | 1,6             |
| Kroatien                | 26.869                       | 31.498             | 1,6             |
| Syrien                  | 40.930                       | 42.450             | 2,1             |
| Bulgarien               | 22.552                       | 25.023             | 1,3             |
| Sonstige                |                              |                    | 18,2            |
| Insgesamt               | 1.982.097                    | 1.982.097          | 100,0           |

### Religion
| Religionen in Wien 1910–1934 (Anteil in %) laut Statistischem Jahrbuch der Stadt Wien von 1937, Religionsbezeichnungen gemäß Original |           |                    |                    |                |                |                |                 |                  |               |                |
| Jahr | Ges.-Bev. | Röm.-kath.         | gr.- u. arm.-kath. | ev. A.B.       | ev. H.B.       | Altkath.       | sonst. christl. | Mosaisch         | Andere        | Bekenntnislos  |
| 1910 | 2.031.498 | 1.763.471 (86,8 %) | 3.723 (0,2 %)      | 64.709 (3,2 %) | 11.122 (0,5 %) | 1.959 (0,1 %)  | 5.572 (0,3 %)   | 175.294 (8,6 %)  | 806 (< 0,1 %) | 4.765 (0,2 %)  |
| 1923 | 1.865.780 | 1.518.330 (81,4 %) | 2.402 (0,1 %)      | 79.843 (4,3 %) | 8.665 (0,5 %)  | 14.911 (0,8 %) | 5.955 (0,3 %)   | 201.513 (10,8 %) | 1.074 (0,1 %) | 33.087 (1,8 %) |
| 1934 | 1.874.130 | 1.475.744 (78,7 %) | 2.395 (0,1 %)      | 99.792 (5,3 %) | 10.629 (0,6 %) | 27.786 (1,5 %) | 4.277 (0,2 %)   | 176.034 (9,4 %)  | 1.567 (0,1 %) | 75.906 (4,1 %) |

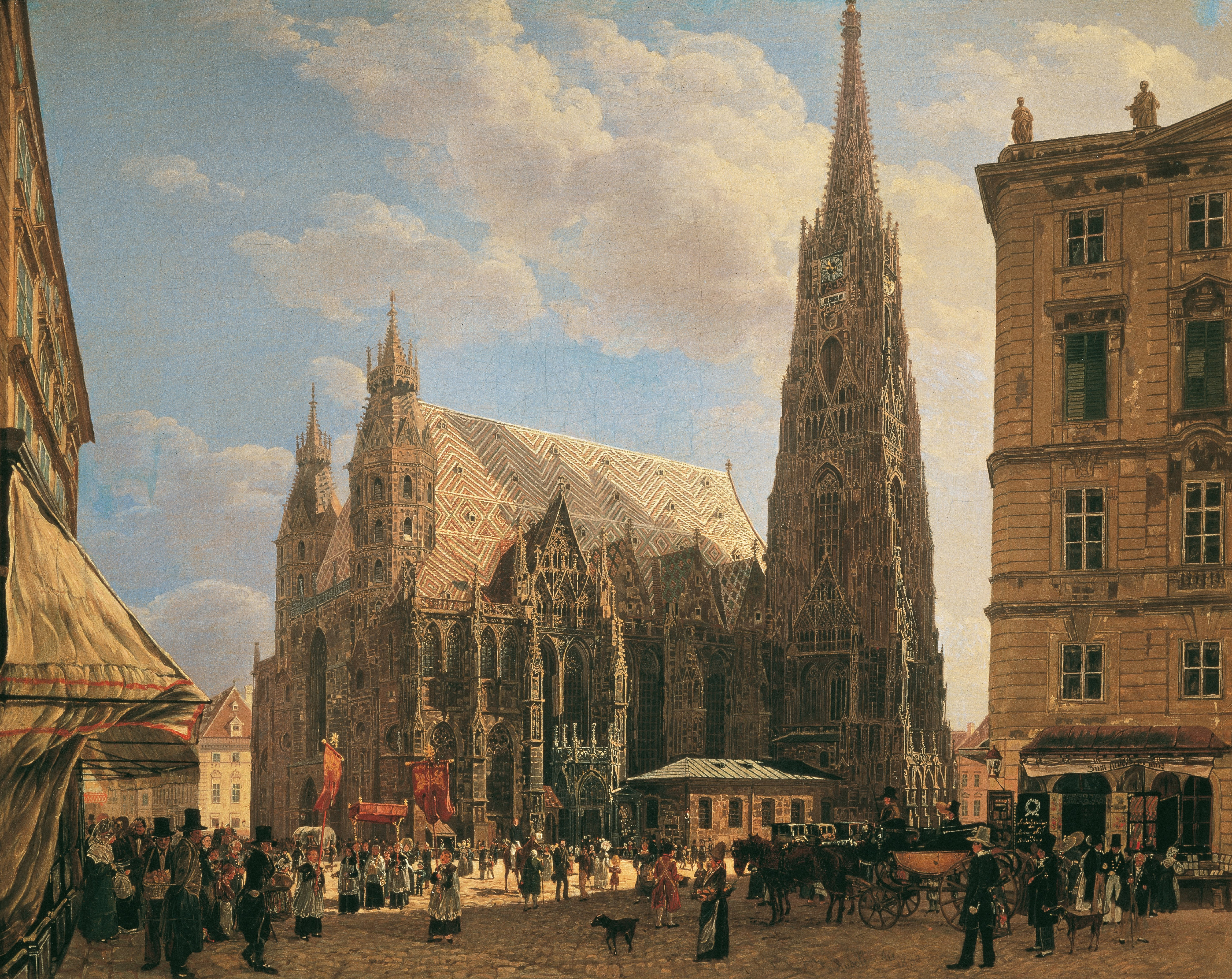
Rudolf von Alt: Stephansdom vom Stock-im-Eisen-Platz

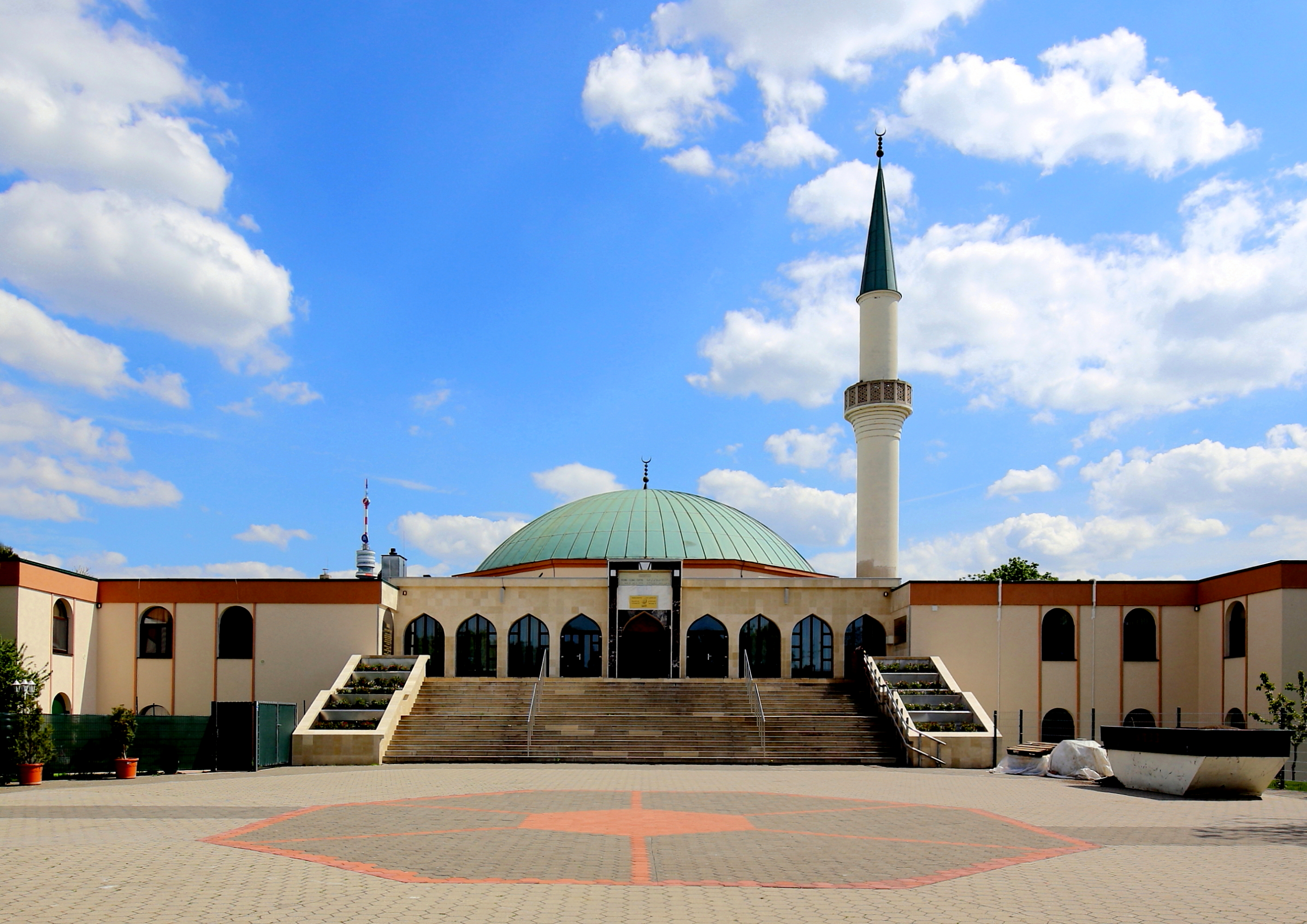
Das Vienna Islamic Centre

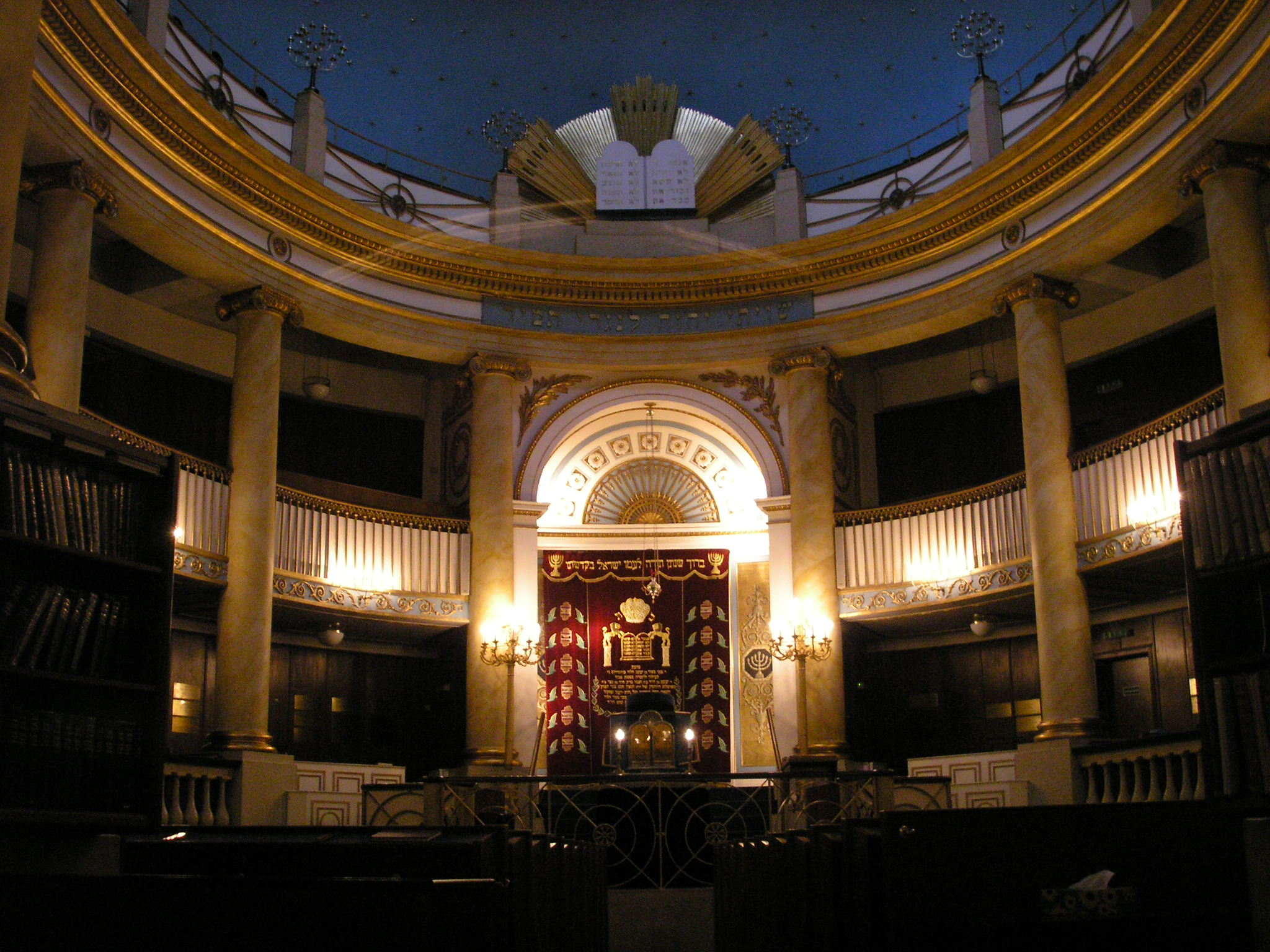
Der Stadttempel ist die älteste erhaltene Synagoge Wiens und Zentrum der israelitischen Kultusgemeinde

Die Stadt ist Sitz der römisch-katholischen Erzdiözese Wien; Erzbischof ist Kardinal Christoph Schönborn. Die römisch-katholische Gemeinde ist die größte Glaubensgemeinschaft Wiens, verliert jedoch stetig an Mitgliedern. Heute gehören nur 49 % der römisch-katholischen Kirche an, 1961 noch 82 %. 25,6 % der Wiener Bevölkerung gehören keiner Glaubensgemeinschaft an, sie sind konfessionslos. Zweitgrößte Glaubensgemeinschaft ist die Islamische Glaubensgemeinschaft, deren Österreich-Chef, Anas Schakfeh, ebenfalls in Wien seinen Sitz hat. In den letzten Jahrzehnten kamen viele islamischgläubige Zuwanderer nach Wien; der Islam ist in Österreich seit 1912 anerkanntes Religionsbekenntnis (damals gehörten die muslimischen Bosnier zu Österreich-Ungarn). Drittgrößte Glaubensgemeinschaft in Wien sind die Orthodoxen Kirchen. Wien ist Sitz der lutherischen Evangelischen Kirche A.B. in Österreich mit Bischof Michael Bünker und der reformierten Evangelischen Kirche H.B. in Österreich mit Landessuperintendent Thomas Hennefeld. Die Israelitische Kultusgemeinde Wien wird von Oskar Deutsch als Präsident und Jaron Engelmayer als Oberrabbiner geleitet. Bis 1938 eine der größten jüdischen Gemeinden Europas, zählt sie heute rund 8.000 Mitglieder.
Siehe auch: Jüdisches Leben in Wien
Die Religionszugehörigkeit der Wiener Wohnbevölkerung setzt sich laut Volkszählungen 1991 und 2001 wie folgt zusammen:
|                                           | 1991      | 1991   | 2001      | 2001   |
| Gesamtbevölkerung                         | 1.539.848 |        | 1.550.123 |        |
| römisch-katholisch:                       | 889.985   | 57,8 % | 762.089   | 49,2 % |
| orthodox:                                 |           |        | 93.294    | 06,0 % |
| evangelisch:                              | 82.414    | 5,4 %  | 72.492    | 04,7 % |
| altkatholisch:                            | 9.918     | 0,6 %  | 7.134     | 00,5 % |
| sonstige christliche Gemeinschaften:      |           |        | 12.405    | 00,6 % |
| - darunter Zeugen Jehovas:                |           |        | 4.000     | 00,3 % |
| islamisch:                                | 62.305    | 4,0 %  | 121.149   | 07,8 % |
| jüdisch:                                  | 6.554     | 0,5 %  | 6.988     | 00,5 % |
| sonstige nichtchristliche Gemeinschaften: |           |        | 10.317    | 00,4 % |
| - darunter buddhistisch:                  |           |        | 4.700     | 00,3 % |
| ohne Bekenntnis:                          | 304.562   | 19,8 % | 397.596   | 25,6 % |
| keine Angabe:                             | 100.673   | 6,5 %  | 65.705    | 04,2 % |

## Bevölkerungsbewegung

### Zuwanderung
Als in Wien in den 1840er und 1850er Jahren die Industrialisierung begann, setzte starke Zuwanderung aus Böhmen und Mähren ein. Auch aus Ungarn herrschte stets etwas Zuwanderung. Mit dem Staatsgrundgesetz von 1867 wurden Bürgern aller Religionen die gleichen Rechte garantiert: Jüdische Altösterreicher, vor allem aus dem Kronland Galizien, die bis dahin keine Niederlassungsfreiheit genossen hatten, zogen in der Folge verstärkt nach Wien. Diese Zuwanderung erreichte ihren Höhepunkt, als Russland im Ersten Weltkrieg vorübergehend Teile Galiziens eroberte. Bis 1918 erreichte die tschechische Bevölkerung in Wien ebenso wie die Bevölkerung jüdischer Religion eine Anzahl von über 200.000 Personen. Um 1900 waren über 25 % der Wienerinnen und Wiener im Gebiet des heutigen Tschechien geboren, nur 4 % stammten aus den Alpenländern der Monarchie, ein Umstand, der die Gegensätze zwischen Wien und den Bundesländern in der Ersten Republik zusätzlich verschärfte.
Spätestens mit der Anwerbung und Zuwanderung von sogenannten Gastarbeitern aus dem ehemaligen Jugoslawien und der Türkei in den 1960er und 1970er Jahren wurde Wien neuerlich eine Zuwanderungsstadt, wobei dies zunächst aufgrund der negativen Geburtenbilanz nicht zu einem Wachstum der Bevölkerung führte. Seit dem Jahr 1988 erlebt Wien wieder eine deutliche Zuwanderung aus dem Ausland – vor allem beeinflusst durch den Fall des Eisernen Vorhangs, die Kriege im ehemaligen Jugoslawien, den Beitritt Österreichs zur Europäischen Union, die Osterweiterungen der Europäischen Union oder zuletzt die Fluchtmigration aus Syrien und Afghanistan rund um das Jahr 2015. Mit Ausnahme der Jahre 2015 und 2022- aufgrund des Ukraine Krieges- beruht seit dem Jahr 2006 der größte Teil der Zuwanderung aus dem Ausland nach Wien auf der Zuwanderung von Staatsbürgern der Europäischen Union oder Staaten der EFTA.

### Abwanderung
Nach Ende der Monarchie dominierte die Abwanderung und ab den 1930er-Jahren wurden 130–140.000 Juden zur Flucht gedrängt und die verbliebenen 60–70.000 ermordet.
Seit den 50er-Jahren machen sich mehrere Siedlungstrends in der Agglomeration Wien bemerkbar. Einerseits war fast die gesamte Region von großen Geburtendefiziten geplagt, andererseits konnte großer Zuzug von außen Wien und seine Umlandgemeinden in den meisten Fällen vor einem Rückgang schützen. In vielen Vororten machte sich bereits auch ein regelrechter Bauboom durch Zuwanderer bemerkbar. Mit der Entwicklung großer Gewerbegebiete südlich von Wien wurde der Zuzug weiter angekurbelt, aber auch aus Wien selbst zogen in den letzten Jahrzehnten immer mehr Personen in die Grünlagen in den Randbezirken Wiens, zusehends aber auch in die Umlandsiedlungen der Stadt. Es entwickelte sich ein so genannter „Speckgürtel“ um die Bundeshauptstadt, welcher eine kontinuierlich steigende Anzahl von Personen aus anderen Teilen des Bundeslands Niederösterreich, wie zum Beispiel den an Bevölkerungsschwund leidenden Bezirken Waidhofen an der Thaya, Zwettl und Gmünd anzieht, und teilweise auch aus Wien abzieht.
Grund ist einerseits die schwierigere Arbeitsplatzsituation in den nördlichen Bezirken Niederösterreichs und andererseits das Bedürfnis vieler Menschen, vor allem von Familien, über ein Haus oder eine Wohnung in ruhiger Grünlage zu verfügen. Dieser Trend hat sich ab den 1980er Jahren vielerorts noch verstärkt, begünstigt durch immer kürzere Pendelzeiten auf Straße und Schiene.
Im Wesentlichen beschränkte sich die Wanderungsbewegung im Wiener Umland daher bisher auf die Gemeinden entlang großer Verkehrsachsen wie der West- und Südbahn sowie den Autobahnen West- (A1), Süd- (A2), Ost- (A4) und Donauuferautobahn (A22). Künftig wird sich mit der besseren Erschließung des Nordens und Ostens von Wien durch Eisen- und Autobahnprojekte – die Nordautobahn (A5) soll 2009 eröffnet werden – auch dort eine dichtere Besiedelung ergeben. Das statistische Amt der niederösterreichischen Landesregierung prognostiziert für zahlreiche Gemeinden des Bezirks Wien-Umgebung zwischen 2005 und 2010 einen Zuwachs von 5 % (Schwechat, Klosterneuburg, Gerasdorf, Purkersdorf), 4,9 % (Tulln, Baden) oder 5,5 % (Korneuburg). Auch für die an der künftigen Nordautobahn gelegenen Bezirke Gänserndorf, Mistelbach und Hollabrunn wird von stärkerem Wachstum ausgegangen.
Durch diese Siedlungsbewegungen der letzten Jahrzehnte, die auch weiterhin andauern, ergaben sich an fast sämtlichen Stadteinfahrten Wiens große Probleme mit der Bewältigung des Pendelverkehrs, da viele der in den Speckgürtel gezogenen Personen trotz hohen Arbeitsplatzangebots im Gewerbegebiet südlich von Wien über einen Arbeitsplatz in Wien verfügen (siehe hierzu auch die Spalte „Pendl. n. Wien“ in der untenstehenden Tabelle).
Die Bevölkerungsentwicklung in den Wiener Umlandgemeinden war in den letzten Jahrzehnten meist durch stagnierendes oder rückläufiges Geburtendefizit sowie kontinuierliche oder ansteigende Zuwanderungsraten geprägt. Die Einwohnerzahl begann nach Ende des Zweiten Weltkriegs in den meisten Wiener Umlandgemeinden rasch und kontinuierlich zu steigen. Nur in wenigen, so zum Beispiel Schwechat, bewirkte das hohe Geburtendefizit bis in die 1970er-, 80er-Jahre eine Stagnation der Bevölkerungszahl oder ein nur abgeschwächtes Wachstum.
Nachstehende Tabelle stellt den Bevölkerungszuwachs seit 1951 dem seit 1981 gegenüber. Für den Zeitraum von 1981 bis 2001 wird zudem die Wanderungsbilanz und die Geburtenbilanz angegeben. Dadurch wird erkennbar, dass in vielen Gemeinden ein großer Teil des Bevölkerungszuwachses seit den 1980er-Jahren stattgefunden hat, und alleine der starken Zuwanderung, die zum Teil auch aus Wien stammt, zu verdanken ist. So erkennt man zum Beispiel an der niedrigeren Wachstumsrate von 1951 bis 2001, dass Klosterneuburg von 1951 bis 1981 einen Bevölkerungsrückgang erlebt hatte, und erst seit 1981 wieder an Einwohnern zulegt, oder dass Maria Enzersdorf im Vergleich zu 1951 zwar doppelt so viele Einwohner hat, aber seit 1981 wieder 10 % der Einwohner verloren hat, was eine seltene Ausnahme für Wiener Umlandgemeinden ist.
Auffällig ist auch, dass Klosterneuburg, Mödling – aber auch Pressbaum – ein im Vergleich zur eigenen Einwohnerzahl und zu anderen Gemeinden sehr hohes Geburtendefizit aufweisen, was auf einen höheren Altersdurchschnitt mit wenigen Jungfamilien hinweisen kann. Einen besonderen Ausnahmefall im Vergleich zu anderen Umlandgemeinden stellt auch Wiener Neudorf dar. Dieses hatte als einzige Gemeinde in der Umgebung Wiens zwischen 1981 und 2001 gleichzeitig einen hohen Geburtenüberschuss und eine Abwanderung zu verzeichnen. Außerdem pendelt mit 38,8 % der zweitniedrigste Anteil an den Erwerbstätigen Wiener Neudorfs zum Arbeiten nach Wien, wie in der Spalte rechts außen zu erkennen ist. Generell ist der Anteil der nach Wien pendelnden Personen in den südlichen Vorstädten (z. B. Brunn am Gebirge, Wiener Neudorf) geringer als in den westlichen und nördlichen (z. B. Gerasdorf, Purkersdorf), was natürlich an den zahlreichen Arbeitsplätzen südlich von Wien liegt.
| Bevölkerungszuwachs, Wanderungs- und Geburtenbilanz in den Wiener Umlandgemeinden: Reihung nach Bevölkerungszuwachs seit 1981 |                           |                         |           |                         |                      |                    |                |
| Entf. in km | Gemeinde                  | Bev.-Zuw. 1981 bis 2001 | Bev. 2001 | Bev.-Zuw. 1951 bis 2001 | Wandr.bil. seit 1981 | Geb.bil. seit 1981 | Pendl. n. Wien |
| 30,0 | Gänserndorf               | +61 %                   | 7.928     | +130 %                  | +3.031               | −19                | 50,7 %         |
| 12,0 | Gerasdorf                 | +56 %                   | 8.231     | +137 %                  | + 3.068              | −116               | 73,0 %         |
| 14,5 | Biedermannsdorf           | +56 %                   | 2.904     | +153 %                  | +698                 | +347               | 47,1 %         |
| 14,5 | Purkersdorf               | +51 %                   | 7.762     | +48 %                   | +2.359               | +256               | 64,9 %         |
| 15,5 | Gablitz                   | +48 %                   | 4.393     | +113 %                  | +1.722               | −291               | 64,8 %         |
| 15,5 | Laxenburg                 | +47 %                   | 2.736     | +134 %                  | +1.019               | −144               | 43,3 %         |
| 18,0 | Breitenfurt bei Wien      | +46 %                   | 5.323     | +228 %                  | +1.961               | −279               | 61,9 %         |
| 14,5 | Groß-Enzersdorf           | +42 %                   | 8.128     | +66 %                   | +2.170               | +227               | 63,1 %         |
| 24,5 | Strasshof an der Nordbahn | +41 %                   | 6.993     | +59 %                   | +2.136               | −116               | 65,1 %         |
| 17,5 | Guntramsdorf              | +38 %                   | 8.421     | +55 %                   | +2.325               | +6                 | 35,9 %         |
| 18,0 | Deutsch-Wagram            | +36 %                   | 6.808     | +70 %                   | +1.646               | +141               | 62,8 %         |
| 12,5 | Bisamberg                 | +36 %                   | 4.001     | +124 %                  | +1.029               | +38                | 58,6 %         |
| 11,0 | Langenzersdorf            | +35 %                   | 7.261     | +54 %                   | +2.031               | −158               | 68,1 %         |
| 10,0 | Vösendorf                 | +32 %                   | 4.899     | +44 %                   | +1.454               | −258               | 54,6 %         |
| 23,0 | Wolkersdorf               | +22 %                   | 6.993     | +35 %                   | +1.319               | −190               | 51,2 %         |
| 14,5 | Korneuburg                | +21 %                   | 11.032    | +40 %                   | +2.188               | −268               | 47,8 %         |
| 21,0 | Pressbaum                 | +19 %                   | 5.834     | +33 %                   | +1.712               | −777               | 57,4 %         |
| 14,5 | Brunn am Gebirge          | +18 %                   | 9.422     | +60 %                   | +1.714               | −267               | 48,1 %         |
| 16,5 | Kaltenleutgeben           | +17 %                   | 2.998     | +130 %                  | +367                 | +79                | 57,9 %         |
| 14,5 | Himberg                   | +9 %                    | 5.423     | +40 %                   | +1.048               | −606               | 44,2 %         |
| 11,5 | Klosterneuburg            | +8 %                    | 24.797    | +6 %                    | +5.955               | −4.133             | 57,9 %         |
| 15,5 | Mödling                   | +6 %                    | 20.405    | +18 %                   | +3.337               | −2.208             | 40,5 %         |
| 15,0 | Wiener Neudorf            | +6 %                    | 8.428     | +217 %                  | −164                 | +659               | 38,8 %         |
| 13,0 | Perchtoldsdorf            | +4 %                    | 13.998    | +26 %                   | +1.538               | −991               | 57,5 %         |
| 11,0 | Schwechat                 | +3 %                    | 15.456    | +15 %                   | +880                 | −428               | 46,2 %         |
| 17,5 | Hinterbrühl               | +1 %                    | 4.020     | +25 %                   | +451                 | −420               | 42,2 %         |
| 15,0 | Maria Enzersdorf          | −10 %                   | 8.202     | +103 %                  | −610                 | −336               | 46,6 %         |

 Legende: Entf. in km = Luftlinie Entfernung zum Zentrum Wiens in km, Bev.-Zuw. = Bevölkerungszuwachs, Geb.bil. = Geburtenbilanz, Wandr.bil. = Wanderungsbilanz; Pendl. = Anteil der Auspendler nach Wien an der Gesamtzahl der Erwerbstätigen

## Bevölkerungsverteilung
Wien wird heute in 23 Bezirke unterteilt. Die historische Altstadt, heute Großteil des 1. Bezirks, war noch im Revolutionsjahr 1848 deckungsgleich mit dem Stadtgebiet. Unter Kaiser Franz Joseph kam es 1850, 1890/1892 und 1904 zu drei großen Stadterweiterungen. 1850 wurden die Vorstädte, die Gemeinden innerhalb des Linienwalls, als 2. bis 8. (seit der Teilung des ursprünglichen 4. Bezirks in zwei Bezirke: 9.) in die Stadt Wien einbezogen. Nach einem Beschluss von 1890, der am 1. Jänner 1892 in Kraft trat, wurden die Außenbezirke am westlichen Donauufer, damals Vororte genannt, teils selbst bereits kleinere Städte, eingemeindet; damit besaß Wien nun 19 Bezirke. 1900 wurde der nördliche Teil des 2. Bezirks zum 20. Bezirk. Bei der dritten großen Erweiterung, 1904, wurden weite Gebiete am östlichen Donauufer um Floridsdorf und Kagran als 21. Bezirk eingemeindet. Die neuen Stadtgrenzen galten nun bis 1938.
Eine Vervierfachung seines Stadtgebietes erlebte Wien zur Zeit des Nationalsozialismus, als man Groß-Wien schuf. Diese Entscheidung wurde 1946 (in Kraft getreten 1954) größtenteils wieder rückgängig gemacht; Stammersdorf, Eßling, Unterlaa, Oberlaa, die Ortschaften des heutigen 23. Bezirks (Liesing), der Lainzer Tiergarten und Hadersdorf-Weidlingau blieben aber bei Wien. Die linksufrigen Gebiete wurden zwischen 21. und 22. Bezirk aufgeteilt. Seit 1954 sind die Stadtgrenzen unverändert.
In vielen Bezirken sind für einzelne Stadtteile noch die Namen der früher selbstständigen Dörfer erhalten, die heute teils als Grätzl weiterbestehen. Viele frühere Dörfer und Siedlungen aus früheren Epochen existieren heute jedoch nicht mehr (siehe Liste der Wüstungen in Wien). Bei der Festlegung der Bezirksgrenzen versuchte man, diese markant entlang wichtiger Straßen oder Flüsse zu setzen, wenngleich hierdurch einige ehemalige Gemeinden geteilt wurden. Die Innenbezirke 1 und 3 bis 9 werden durch den Gürtel von den Außenbezirken abgegrenzt. Donaukanal und Donau trennen die Bezirke 2 und 20 von allen anderen; die Bezirke 21 und 22 liegen als einzige am linken Donauufer. Auch der Wienfluss ist ab der Wolf-in-der-Au-Brücke (Grenze Bezirke 13 und 14) während seines weiteren Verlaufes durch die Stadt stets Bezirksgrenze.